# Середнє степеневе
Сере́днє сте́пеня p (середнє степеневе, узагальнене середнє) — узагальнення середнього арифметичного, середнього геометричного, середнього квадратичного, середнього гармонійного.

## Означення
Якщо {\displaystyle p} — дійсне число не рівне нулю, можна визначити середнє степеня {\displaystyle p} для будь-яких додатних чисел {\displaystyle x_{1},\dots ,x_{n}} як:
{\displaystyle M_{p}(x_{1},\dots ,x_{n})=\left({\frac {1}{n}}\cdot \sum _{i=1}^{n}x_{i}^{p}\right)^{1/p}.}
Через граничний перехід довизначаються такі величини:
{\displaystyle M_{0}(x_{1},\ldots ,x_{n})=\lim _{p\to 0}M_{p}(x_{1},\ldots ,x_{n})={\sqrt[{n}]{x_{1}\cdot \dots \cdot x_{n}}}}
{\displaystyle M_{-\infty }(x_{1},\ldots ,x_{n})=\lim _{p\to -\infty }M_{p}(x_{1},\ldots ,x_{n})=\min\{x_{1},\ldots ,x_{n}\}}
{\displaystyle M_{+\infty }(x_{1},\ldots ,x_{n})=\lim _{p\to +\infty }M_{p}(x_{1},\ldots ,x_{n})=\max\{x_{1},\ldots ,x_{n}\}}

## Окремі випадки
{\displaystyle M_{-1}(x_{1},\dots ,x_{n})={\frac {n}{{\frac {1}{x_{1}}}+\dots +{\frac {1}{x_{n}}}}}}   — середнє гармонійне (HM),
{\displaystyle M_{0}(x_{1},\dots ,x_{n})={\sqrt[{n}]{x_{1}\cdot \dots \cdot x_{n}}}}   — середнє геометричне (GM),
{\displaystyle M_{1}(x_{1},\dots ,x_{n})={\frac {x_{1}+\dots +x_{n}}{n}}}   — середнє арифметичне (AM),
{\displaystyle M_{2}(x_{1},\dots ,x_{n})={\sqrt {\frac {x_{1}^{2}+\dots +x_{n}^{2}}{n}}}}   — середнє квадратичне (RMS).

## Нерівності
- Якщо {\displaystyle p<q}, тоді {\displaystyle M_{p}(x_{1},\dots ,x_{n})\leqslant M_{q}(x_{1},\dots ,x_{n})}, і рівність наступає тільки при {\displaystyle x_{1}=x_{2}=\dots =x_{n}}.

Це випливає з того, що {\displaystyle \forall p\in \mathbb {R} :{\frac {\partial M_{p}(x_{1},\dots ,x_{n})}{\partial p}}\geqslant 0}, що може бути доведено за допомогою нерівності Єнсена.
- Окремим випадком попередньої нерівності є:

{\displaystyle \min\{x_{1},\ldots ,x_{n}\}\leqslant {\frac {n}{{\frac {1}{x_{1}}}+\ldots +{\frac {1}{x_{n}}}}}\leqslant \left(x_{1}\cdot \ldots \cdot x_{n}\right)^{1/n}\leqslant {\frac {x_{1}+\ldots +x_{n}}{n}}\leqslant {\sqrt {\frac {x_{1}^{2}+\dots +x_{n}^{2}}{n}}}\leqslant \max\{x_{1},\ldots ,x_{n}\}.}